# Nugzar Lobzhanidze
Nugzar Lobzhanidze (in georgiano ნუგზარ ლობჟანიძე?, in russo Нугзар Лобжанидзе?, Nugzar Lobžanidze; 7 settembre 1971) è un ex calciatore georgiano, di ruolo difensore.

## Carriera

### Club
Durante la sua carriera ha giocato con varie squadre di club, tra cui anche il CSKA Mosca, in cui ha militato nel 1997 e con cui conta 10 presenze.

### Nazionale
Conta 13 presenze con la Nazionale georgiana.